# Сорокин, Лаврентий Анатольевич
Лаврентий Анатольевич Сорокин (3 ноября 1960, Новосибирск — 25 августа 2021) — советский и российский театральный актёр и педагог. Заслуженный артист Российской Федерации (2005).

## Биография
Окончил Новосибирское театральное училище в 1986 году. Весной 1986 года — актёр Оренбургского областного драматического театра имени М. Горького, с 1991 года до весны 2006 — актёр Норильского заполярного театра драмы им. В. Маяковского.
Его карьера начиналась в Новосибирске, и «Красный факел» для Сорокина театр знакомый — когда-то он уже работал здесь. Потом уехал в Оренбургский театр драмы им. М. Горького.
В труппу Сорокин приглашён из Норильского заполярного театра драмы им. В. В. Маяковского, где он был одним из самых популярных и любимых зрителями артистов.
За время работы в Норильском театре он трижды становился Лауреатом Межрегионального театрального фестиваля «Сибирский транзит». В 2003 году — за роль Трубецкого в спектакле Школа с театральным уклоном по Д. Липскерову, в 2004-м — за роль Коляй Коляича в спектакле Татарин маленький по пьесе А. Пояркова и в 2005-м — за роль Сирано де Бержерака в одноимённом спектакле по пьесе Э. Ростана. Актёр также является Лауреатом Фестиваля «Театральная весна».
С лета 2006 года — актёр театра «Красный факел». С 2010 года служил в театре «Глобус».
Амплуа — комедийный герой, комик-буфф. Но Сорокин — актёр разнопланового дарования, который блистателен в комедии и трагедии, в драме и мюзикле.
Его талант и остроумие проявлялись не только в спектаклях, но и театральных капустниках, юбилейных и творческих вечерах, городских праздниках. Кроме того, вместе с Сергеем Ребрием (актёром Норильского театра) Лаврентий Сорокин писал сказки. Одна из них, «Принцесса Аннета», была признана в 2000 году лучшим спектаклем для детей в Красноярском крае.
Его первая работа в «Красном факеле» — Германн в спектакле «Пиковая дама» по Александру Пушкину — стала лучшей мужской ролью на Всероссийском Фестивале «Волжские театральные сезоны» в 2007 году.
Лауреат XXV Фестиваля-премии «Парадиз — 2012» Новосибирского отделения Союза театральных деятелей России в номинации «Лучшая роль второго плана в драме» (спектакль «Август: графство Осейдж» Т. Леттса, роль Стива Хайдебрехта). 
Дипломант Национальной театральной премии «Золотая Маска — 2013» в номинации "Драма / роль второго плана (спектакль «Август: графство Осейдж» Т. Леттса, роль Стива Хайдебрехта).
Лауреат III Межрегионального театрального фестиваля-конкурса «Ново-Сибирский транзит — 2014» в номинации «Лучшая мужская роль» (спектакль «Крейцерова соната» Л. Толстого, роль Позднышева).
Награждён юбилейной медалью «80 лет Новосибирской области», 2017.
Лауреат премии «Короли изящных искусств» «За непоколебимый талант», 2020.
Лаврентий Сорокин также вёл преподавательскую деятельность, был доцентом кафедры «актёр драматического театра» Новосибирского государственного театрального института, в 2020 году выпустил свой курс.
«Человек года — 2021» по версии журнала «Деловой квартал» в специальной номинации «Легенда театра» за вклад в развитие театральной культуры региона (награждён посмертно).
Скончался 25 августа 2021 года в Новосибирске после продолжительной болезни. Похоронен на Заельцовском кладбище Новосибирска (квартал 103).

## Работы в театре

### «Красный факел»
- 2005 — «Ричард III» Уильяма Шекспира — герцог Бекингем
- 2007 — «Пиковая дама» Александра Сергеевича Пушкина — Германн
- 2007 — «Распутник» Эрика-Эмманюэля Шмитта — Дени Дидро
- 2008 — «А этот выпал из гнезда» Дейла Вассермана — Хардинг
- 2008 — «Как солдат Иван Чонкин самолёт сторожил» Юлия Кима, музыка Владимира Дашкевича — Курт Шварц
- 2009 — «Смертельный номер» Олега Антонова — Чёрный
- 2009 — «Школа с театральным уклоном» Дмитрия Липскерова — Трубецкой
- 2010 — «Мещанин во дворянстве» Мольера — Дорант, граф, влюблённый в маркизу

### «Глобус»
- 2010 — «Дама с камелиями» Александра Дюма-мл. — Дюваль
- 2010 — «Толстая тетрадь» Аготы Кристоф, адаптация Катерин Видаль — кюре
- 2010 — «Скупой» Мольера — Гарпагон
- 2010 — «Снежная королева» Ханса Кристиана Андерсена — Ворон
- 2011 — «Дни Турбиных» Михаила Булгакова — Тальберг Владимир Робертович
- 2011 — «Коварство и любовь» Фридриха Шиллера — Президент, Миллер
- 2011 — «Август: Графство Осейдж» Трейси Леттса — Стив Хайдебрехт, жених Карен
- 2011 — «Гроза» Александра Островского — Савел Прокофьевич Дикой, купец
- 2011 — «Женитьба» Николая Гоголя — Жевакин
- 2012 — «Алые паруса» Александра Грина — Эгль
- 2012 — «Лес» Александра Островского — Геннадий Несчастливцев
- 2013 — «Игроки, пьеса» Николая Гоголя — Михаил Глов
- 2013 — «Двенадцатая ночь (пьеса)» Уильяма Шекспира — Шут
- 2013 — «Крейцерова Соната (пьеса)» Льва Толстого — Василий Позднышев
- 2015 — «Пьяные (пьеса)» Ивана Вырыпаева — Карл
- 2016 — «Ревизор» Николая Гоголя — Городничий
- 2018 — «Русский Роман» Марюса Ивашкявичюса — Чертков
- 2018 — «Подонки» «На дне» Максима Горького — Лука
- 2021 — «Одна абсолютно счастливая деревня» Бориса Вахтина — Дремучий Дед

Работы в качестве режиссёра-постановщика:
- 2014 — "Макулатура" (Чарльз Буковски), театр "Глобус"
- 2015 — "Трое в лодке, не считая собаки" (Джером Клапка Джером), театр "Глобус"
- 2016 - "ART" (Ясмина Реза),

кафе театра "Красный Факел"
- 2017 - "Борьба полов" (комедии по рассказам Аркадия Аверченко), кафе театра "Красный Факел"
- 2019 - "Последние" (М. Горький), учебный театр НГТИ

## Кабаре-кафе Бродячая собака
- Арт-фейс кабаре-кафе Бродячая собака
- Участник самого стильного Stand up show в Новосибирске: арт-стеб студии Ха!Мы!